# Würenlingen
Würenlingen (schweizerdeutsch Wür[e]linge [ˈʋʏrˌliŋːə], [ˈʋʏrəˌliŋːə]) ist eine Einwohnergemeinde im Schweizer Kanton Aargau. Sie gehört zum Bezirk Baden und liegt im unteren Aaretal nördlich von Brugg, unweit des Wasserschlosses der Schweiz.

## Geographie
Das Dorf liegt etwa zwei Kilometer östlich der Aare am Übergang vom Aare- ins Surbtal, am Nordwesthang des zum Tafeljura gehörenden Siggenbergs. Das Oberdorf, die eigentliche Kernzone, schmiegt sich um einen Hügelsporn, auf dem sich die Kirche und der Friedhof befinden. Das Mitteldorf und das Unterdorf, die im 17. Jahrhundert entstanden sind, erstrecken sich in die Ebene nordwestlich des Oberdorfs. In der Ebene zwischen dem Oberdorf und dem zwei Kilometer südsüdwestlich gelegenen Bahnhof Siggenthal-Würenlingen liegen ausgedehnte moderne Wohnquartiere, rund um den Bahnhof eine grosse Industriezone. Nordöstlich des Dorfes steigt das Gelände unvermittelt von der Ebene des Aaretals zur Hochebene des Ruckfelds an; der Höhenunterschied beträgt dabei stellenweise mehr als 60 Meter.
Die Fläche des Gemeindegebiets beträgt 937 Hektaren, davon sind 445 Hektaren bewaldet und 214 Hektaren überbaut. Der höchste Punkt liegt auf 555 Metern an der südöstlichen Gemeindegrenze, der tiefste auf 325 Metern an der Aare. Nachbargemeinden sind Böttstein im Nordwesten, Döttingen im Norden, Tegerfelden im Nordosten, Endingen im Osten, Obersiggenthal im Südosten, Untersiggenthal im Süden und Villigen im Westen.

## Geschichte
Verschiedene Gräberfunde im «Misererebückli» weisen auf eine Besiedlung während der Hallstattzeit vor rund 2600 Jahren hin. Die Römerstrasse von Vindonissa (Windisch) nach Tenedo (Bad Zurzach) führte durch das heutige Gemeindegebiet. Die erste urkundliche Erwähnung von Wirnaningum erfolgte im Jahr 828. Der Ortsname stammt vom althochdeutschen Wirantingun und bedeutet «bei den Leuten des Wirant». Im Mittelalter lag Würenlingen im Herrschaftsbereich der Habsburger, die sowohl die niedere Gerichtsbarkeit als auch die Blutgerichtsbarkeit ausübten. Die bedeutendsten Lehnsherren waren neben den weltlichen Eigentümern die Klöster Sankt Blasien, Säckingen und Klingnau sowie das Domkapitel Konstanz.

Historisches Luftbild von Werner Friedli von 1964

Im Jahr 1415 eroberten die Eidgenossen den Aargau. Würenlingen war nun Bestandteil des Siggenamts in der Grafschaft Baden, einer gemeinen Herrschaft. Zur Zeit der Reformation blieb die Bevölkerung katholisch und deswegen von den konfessionellen Konflikten in der Grafschaft Baden weitgehend verschont. Um 1680 entstand die erste Schule. Ab 1779 bildete das Dorf eine eigene Pfarrei, vorher unterstand es der Pfarrei Klingnau. 1790 zerstörte eine Feuersbrunst fast das gesamte Oberdorf. Im März 1798 nahmen die Franzosen die Schweiz ein und riefen die Helvetische Republik aus. Würenlingen war zunächst eine Gemeinde im kurzlebigen Kanton Baden, seit 1803 gehört sie zum Kanton Aargau.
Am 18. August 1859 erhielt Würenlingen mit der Eröffnung eines Bahnhofs an der Grenze zu Untersiggenthal Anschluss an die Bahnstrecke Turgi–Koblenz–Waldshut, was die Ansiedlung von Industriebetrieben begünstigte. Zwischen 1900 und heute stieg die Einwohnerzahl um das Viereinhalbfache. 1960 erfolgte die Eröffnung des Eidgenössischen Instituts für Reaktorforschung, das 1990 mit dem Schweizerischen Institut für Nuklearphysik in Villigen zum Paul Scherrer Institut fusionierte. Am 21. Februar 1970 stürzte eine Convair CV-990 auf Swissair-Flug 330 in den Unterwald westlich des Dorfes, dabei kamen alle 47 Insassen ums Leben.

## Sehenswürdigkeiten

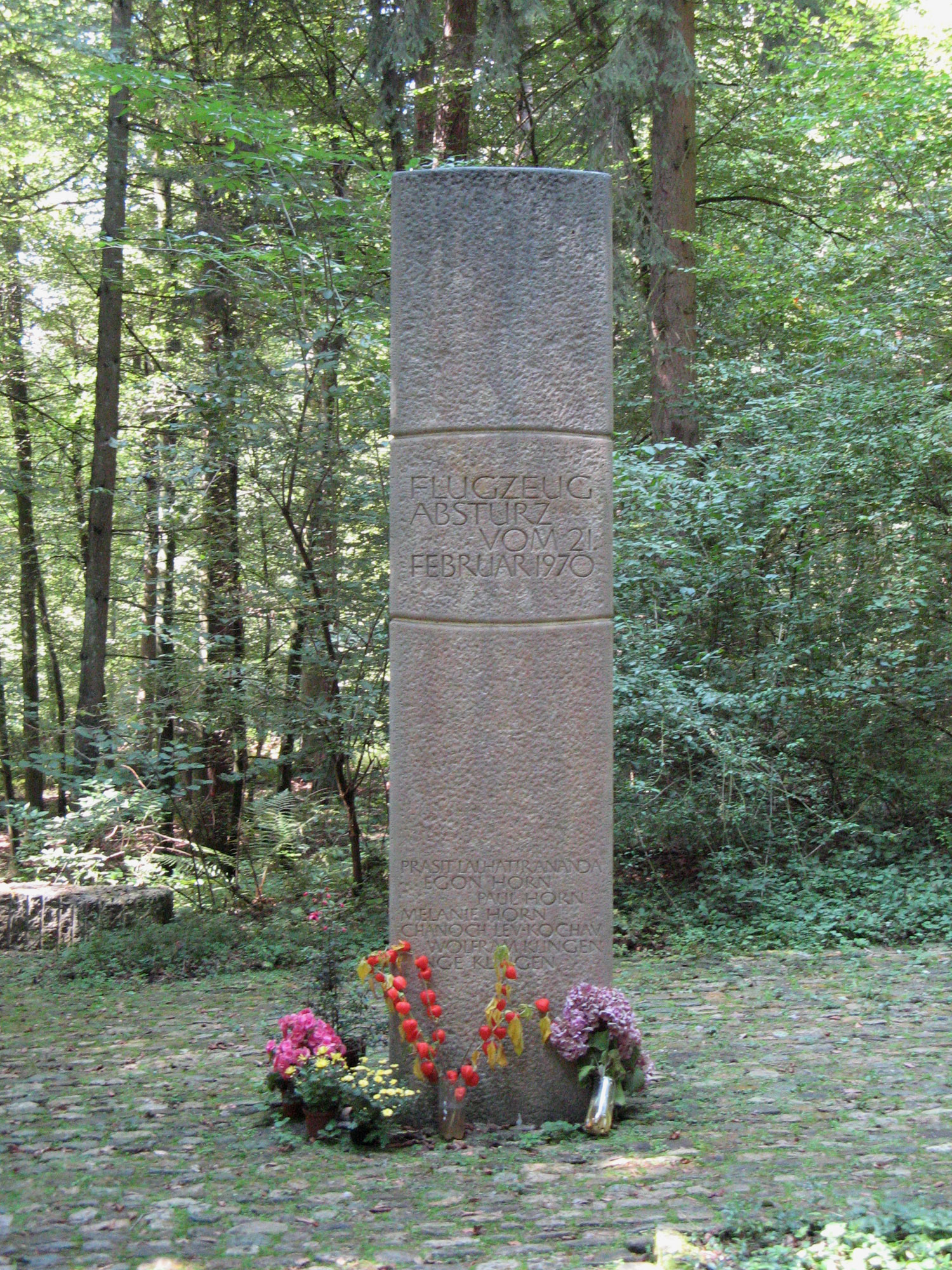
Denkmal Swissair-Flug 330

## Wappen
Die Blasonierung des Gemeindewappens lautet: «In Weiss zweiblättriger grüner Eichenzweig mit Frucht.» Das Gemeindesiegel von 1872 zeigte eine unübliche Verschmelzung von Kantons- und Gemeindewappen. 1934 tauchte der Eichenzweig erstmals alleine im Wappenschild auf. Das Motiv erinnert an die ausgedehnten Eichenwälder, von denen in der Geschichte Würenlingens immer wieder die Rede ist.

## Bevölkerung
Die Einwohnerzahlen entwickelten sich wie folgt:
| Jahr      | 1487 | 1780 | 1850 | 1900 | 1930 | 1950 | 1960 | 1970 | 1980 | 1990 | 2000 | 2010 | 2020 |
| Einwohner | 55   | 719  | 1130 | 1055 | 1242 | 1525 | 2005 | 2490 | 2831 | 3052 | 3647 | 4241 | 4838 |

Am 31. Dezember 2023 lebten 5120 Menschen in Würenlingen, der Ausländeranteil betrug 27,2 %. Bei der Volkszählung 2015 bezeichneten sich 48,0 % als römisch-katholisch und 14,5 % als reformiert; 37,5 % waren konfessionslos oder gehörten anderen Glaubensrichtungen an. 88,5 % gaben bei der Volkszählung 2000 Deutsch als ihre Hauptsprache an, 2,8 % Albanisch, 2,0 % Italienisch, 1,1 % Serbokroatisch und 0,9 % Portugiesisch.

## Politik und Recht
Die Versammlung der Stimmberechtigten, die Gemeindeversammlung, übt die Legislativgewalt aus. Ausführende Behörde ist der fünfköpfige Gemeinderat. Er wird im Majorzverfahren vom Volk gewählt, seine Amtsdauer beträgt vier Jahre. Der Gemeinderat führt und repräsentiert die Gemeinde. Dazu vollzieht er die Beschlüsse der Gemeindeversammlung und die Aufgaben, die ihm vom Kanton zugeteilt wurden. Für Rechtsstreitigkeiten ist in erster Instanz das Bezirksgericht Baden zuständig. Würenlingen gehört zum Friedensrichterkreis III (Baden).

## Wirtschaft

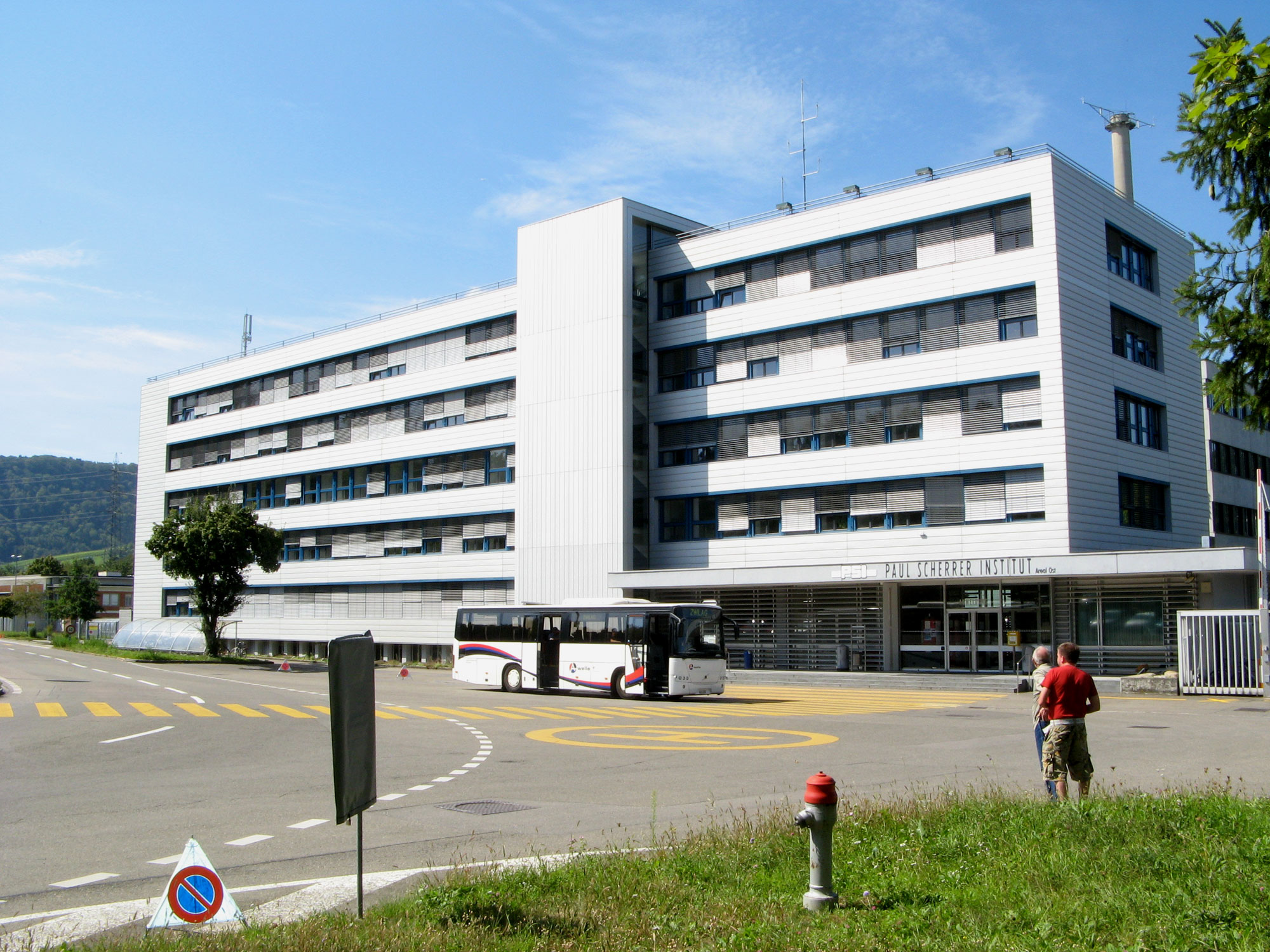
Paul Scherrer Institut

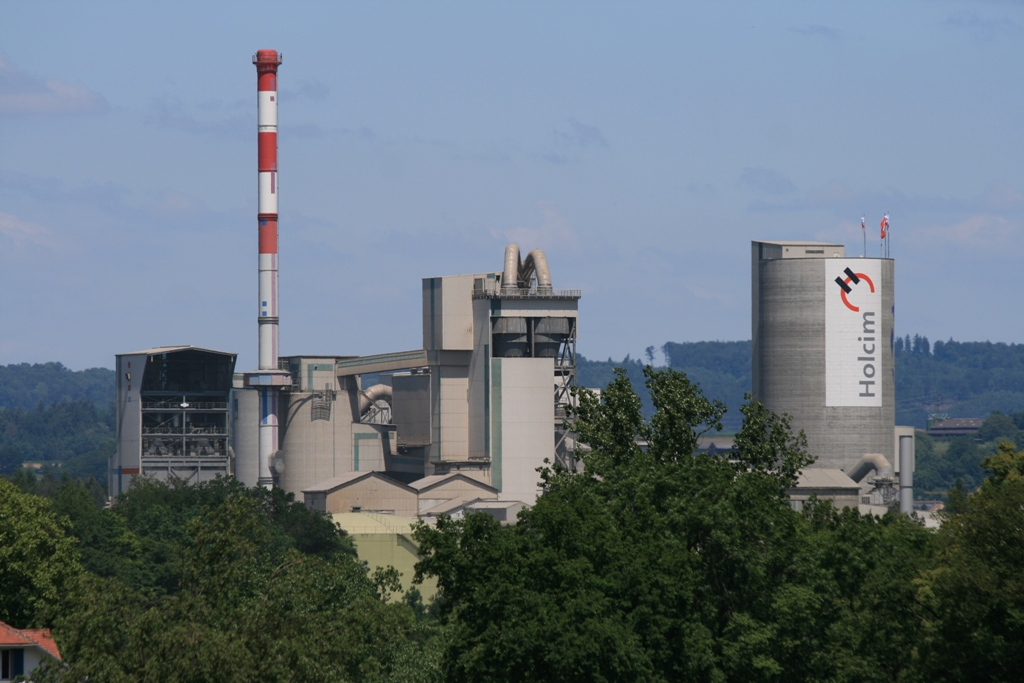
Zementwerk

In Würenlingen gibt es gemäss der im Jahr 2015 erhobenen Statistik der Unternehmensstruktur (STATENT) rund 3500 Arbeitsplätze, davon 2 % in der Landwirtschaft, 37 % in der Industrie und 61 % im Dienstleistungsbereich. Die früher dominierende Landwirtschaft wurde schon im 19. Jahrhundert durch Industrie- und Dienstleistungsbetriebe fast vollständig verdrängt, heute gibt es nur noch ein Dutzend Landwirtschaftsbetriebe. In der Industriezone rund um die Bahnstation sind zahlreiche Betriebe angesiedelt. So hat beispielsweise LafargeHolcim, der grösste Zementkonzern der Welt, hier eine Zweigstelle. Würenlingen ist der Hauptsitz von Rotho, einem der grössten europäischen Markenhersteller von Konsumgütern aus Kunststoff. Daneben existieren zahlreiche Dienstleistungsunternehmen.
National bekannt ist Würenlingen als Standort des Paul-Scherrer-Instituts (einem Forschungszentrum) und der Zwilag, dem Zwischenlager für radioaktive Abfälle. Beide Institutionen liegen weit ausserhalb des Dorfkerns am Ostufer der Aare.
Der Weinbau besitzt in Würenlingen eine lange Tradition. Am Südhang des Bollhölzli, einem Hügel nördlich des Dorfes, sowie am Steilabhang des Ruckfelds war im Jahr 2018 eine Fläche von insgesamt 7,5 Hektaren mit Reben bestockt. Angebaut werden über ein Dutzend verschiedene Sorten, wobei Blauburgunder, Chardonnay, Kerner und Riesling × Sylvaner überwiegen. Ausserdem ist Würenlingen der Standort einer renommierten Rebbauschule.

## Verkehr
Die vielbefahrene Hauptstrasse 5 zwischen Brugg und Waldshut führt etwa einen halben Kilometer westlich an Würenlingen vorbei, sodass das Dorf mit Ausnahme des Bahnhofquartiers weitgehend vom Durchgangsverkehr verschont bleibt. Von dieser zweigen die Kantonsstrasse 295 nach Baden und die Kantonsstrasse 295.1 nach Bad Zurzach ab. Am Bahnhof Siggenthal-Würenlingen halten Regionalzüge der SBB zwischen Baden und Bad Zurzach bzw. Waldshut. In Würenlingen kreuzen sich die Postautolinien vom Bahnhof Brugg nach Bad Zurzach und von Gebenstorf nach Villigen. An Wochenenden verkehrt ein Nachtbus von Baden nach Würenlingen.

## Bildung
Würenlingen besitzt drei Kindergärten und zwei Schulhäuser, in denen die Primarschule, die Realschule und die Sekundarschule unterrichtet werden. Die Bezirksschule kann entweder in Endingen oder in Turgi besucht werden. Die nächstgelegenen Gymnasien sind die Kantonsschule Baden und die Kantonsschule Wettingen.

## Persönlichkeiten
- Walter Birchmeier (* 1943), Entwicklungsbiologe und Krebsforscher
- Albert Meier (1896–1964), Winzer und Kantonspolitiker
- Eugen Meier (* 1934), Komponist
- Pirmin Meier (* 1947), Autor
- Steven Schneider (* 1964), Journalist